# 程燦策
程燦策（?—?），泰安旧县人，清朝政治人物。

## 生平
早年為徐宗幹門下。道光十二年（1832年）恩科進士。歷官南昌縣令。官至廣西慶遠知府。撰有《重修蓬莱观碑记》。